# Umetnostna fakulteta v Nišu
Umetnostna fakulteta (izvirno srbsko Факултет уметности у Нишу), s sedežem v Nišu, je fakulteta, ki je članica Univerze v Nišu.